# Nops flutillus
Nops flutillus là một loài nhện trong họ Caponiidae.
Loài này thuộc chi Nops. Nops flutillus được Arthur M. Chickering miêu tả năm 1967.